# 贝尔纳陨击坑
贝尔纳陨击坑是火星门农尼亚区的一座大型撞击坑，中心坐标位于南纬23.4度、西经154.2度，直径128公里，其名称取自法国大气科学家贝尔纳（P. Bernard），1985年，被国际天文联合会行星系统命名工作组批准采用。 可能由于受到侵蚀，该陨坑坑底表面分布一些大裂缝。
撞击坑通常有一圈边缘，周围覆盖着喷射物，相比之下，火山坑则一般没有边缘或喷射沉积物。随着陨石坑的增大（直径大于10公里），它们通常会有一座中央峰，这种中央峰是由撞击后坑底反弹所形成。如果测得了一座陨石坑的直径，则它的原始深度可用不同的比率来估算。由于这种关系，研究人员发现许多火星陨石坑含有大量物质，据信其中大部分被闪为是不同气候时期所沉积的冰。有时陨石坑会暴露出已掩埋的地层，地下深处的岩石被抛到地表。因此，陨石坑可以向我们展示地表深处的东西。

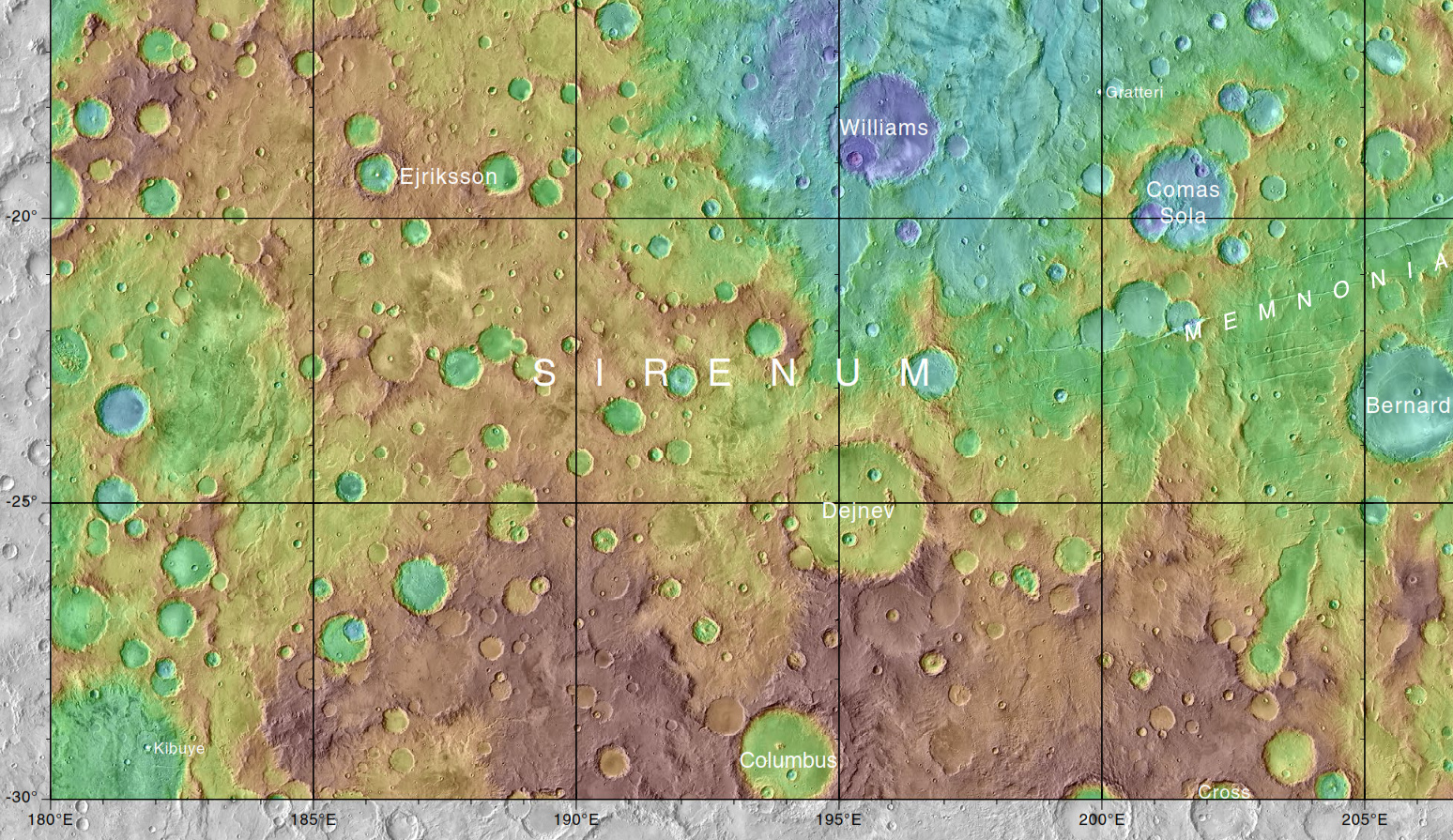
火星勘测轨道飞行器背景相机拍摄的伯纳德陨石坑部分坑底特写。
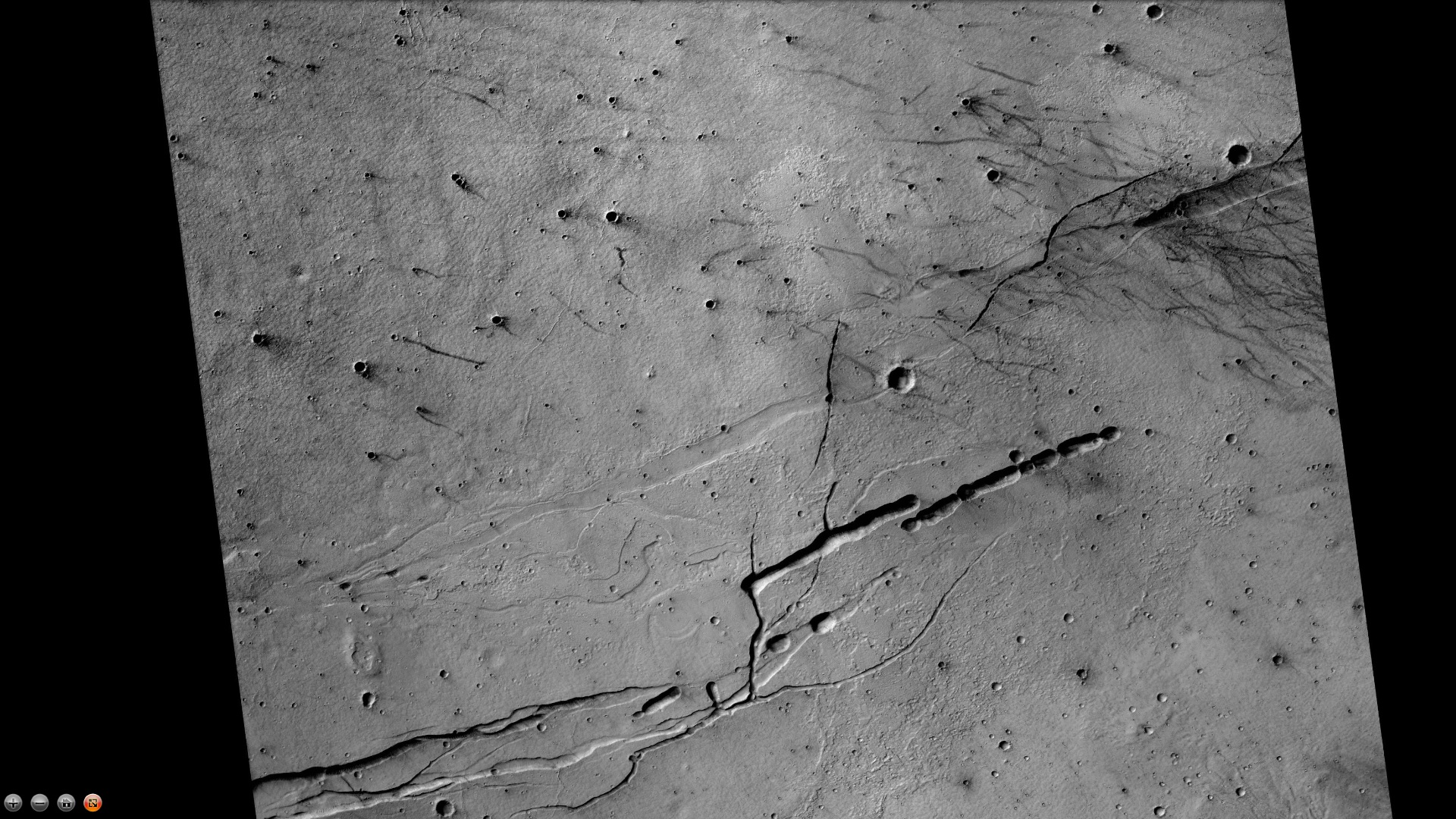
火星勘测轨道飞行器背景相机拍摄的伯纳德陨石坑部分坑底特写，显示了沟槽和尘暴痕迹。
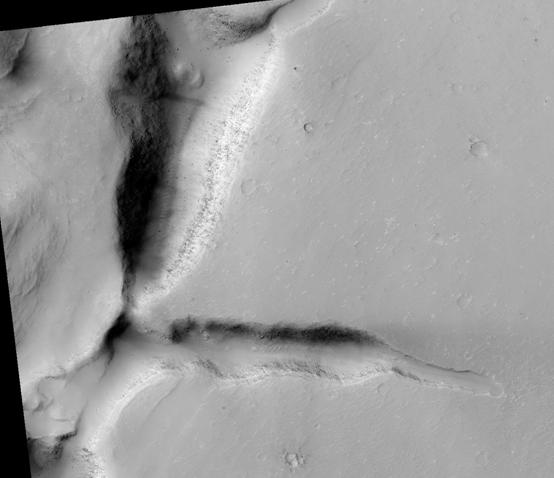
高分辨率成像科学设备显示的伯纳德陨击坑坑底上的大型裂纹。
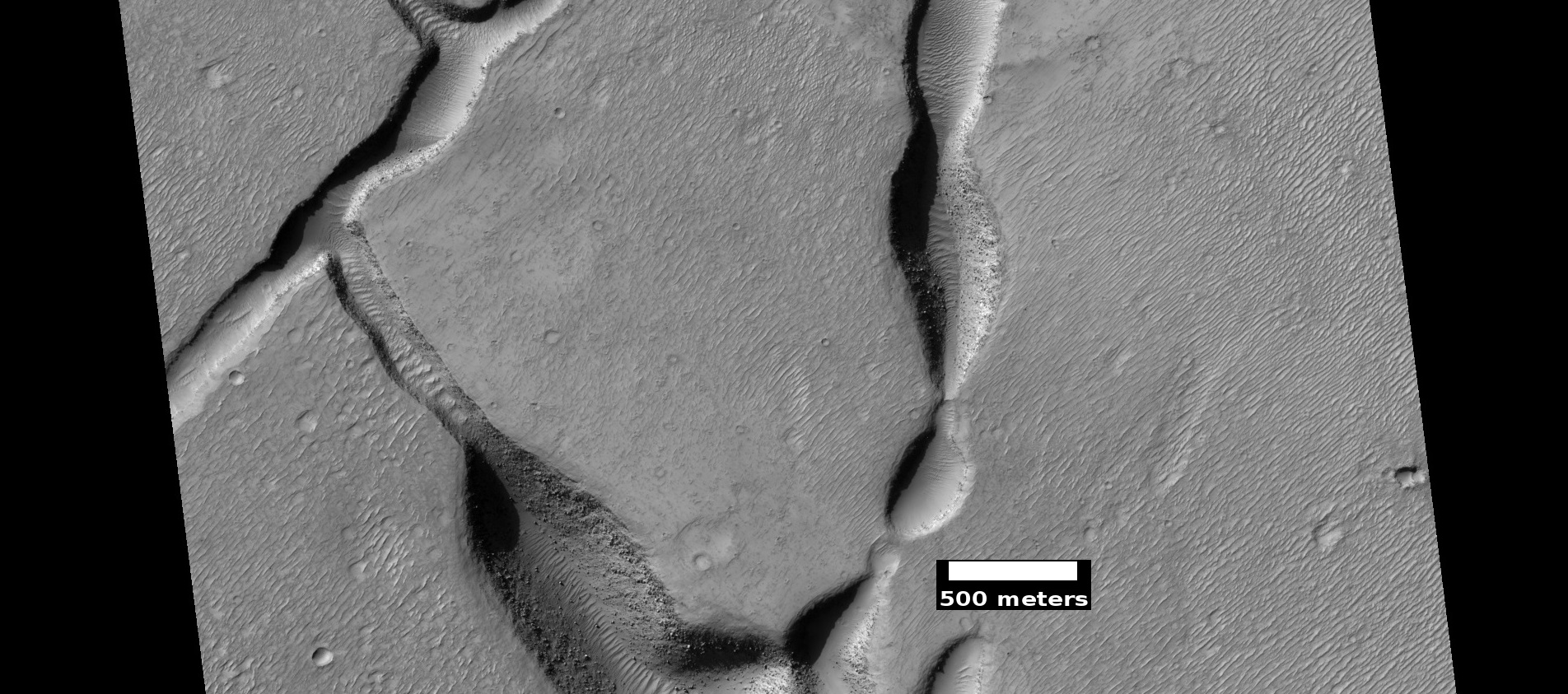
贝尔纳陨击坑坑底凹槽显示出许多的巨石块。
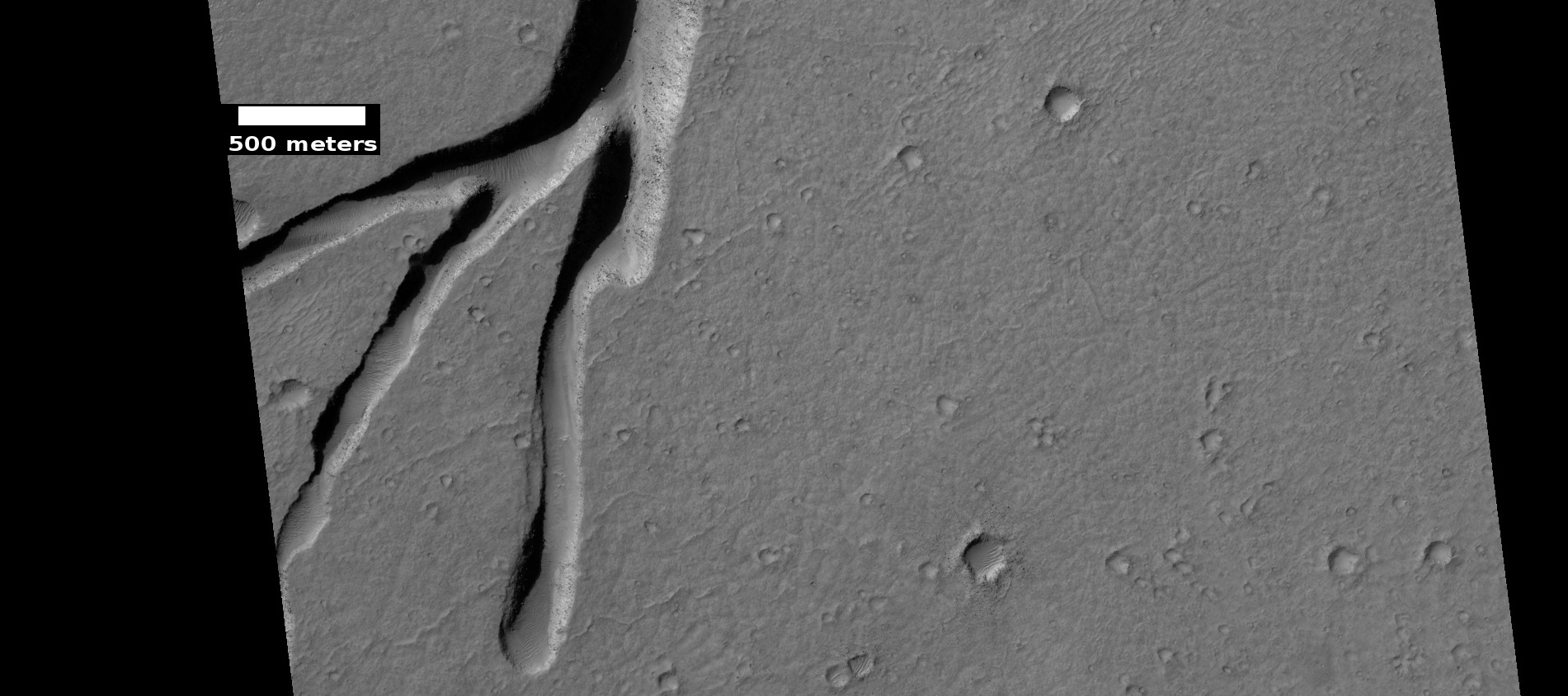
HiWish计划下的高分辨率成像科学设备显示的伯纳德陨击坑坑底凹槽。